# Ramón Pi
Ramón Pi (Barcelona, 1941) es un periodista español, pionero en las tertulias políticas radiofónicas.

## Biografía
Ramón nació en Barcelona (1941), en el seno de una familia católica. Es el tercero de seis hermanos, todos varones. Sus padres, ambos músicos —él tocaba el violín y ella el piano—, los educaron de acuerdo con dos ejes principales: la fe católica y el buen gusto artístico. Comenzó su educación básica en un parvulario de monjas, pasando a un colegio de jesuitas en el barcelonés barrio de Gracia, y realizando el Bachillerato en un instituto público y los dos preuniversitarios, —de ciencias y letras—, en una academia particular como alumno libre.
Tras graduarse en la, por aquel entonces, Escuela de Periodismo de la Universidad de Navarra, donde compartió estudios con el fue su maestro Antonio Fontán o Andrés Garrigó, entre otros, completó su formación académica licenciándose en Ciencias de la Información en la Universidad San Pablo-CEU, donde fue profesor.
Concluida su formación universitaria, comenzó a trabajar en la Prensa escrita diaria. Primero como redactor, y después corresponsal del ABC en Sevilla. Trasladado a Madrid, fue redactor de El Alcázar, editado por Prensa y Ediciones (PESA), y de Nuevo Diario. De regreso a Barcelona, fue corresponsal político de Tele/eXprés y La Vanguardia (1970-1986) y finalmente, en Madrid, fue director del diario Ya (1986-1989). Compatibilizó este trabajo con otros. Concretamente como freelance, enviando crónicas y comentarios diarios a varios diarios regionales; como redactor jefe del semanario La Actualidad Española; y como director de la agencia de noticias Multipress —embrión del Grupo Recoletos— de la que también era dueño con algunos socios.
También fue periodista radiofónico. Fue pionero en comenzar las tertulias políticas radiofónicas, a través del programa «La Trastienda» de la Cadena SER (1981). Al que seguirian otros programas como: «La Espuela» en la Cadena COPE, «La Brújula» en Onda Cero, «No es un día cualquiera» en Radio Nacional de España, «La Puntilla», «Derecho y Vida» y «Tertulias liberales» en Radio Intereconomía.
Entre 1997 y 2011 trabajó en diversos medios del Grupo Intereconomía:  prensa escrita con La Gaceta, radio en Radio Intereconomía y Radio Inter, y televisión en Intereconomía TV, en el programa «Alguien tenía que decirlo». Sus comienzos en televisión se remontan al año 2000, en el programa llamado «Argumentos», primero en TMT —una emisora del Arzobispado de Madrid— , y después en Popular TV. También ha sido guionista de los ptogramas: «Estudio abierto», «Directísimo» y «Homenaje» de Televisión Española.
Ha sido asesor de la Subcomisión de Familia y Vida de la Conferencia Episcopal Española, y es defensor a ultranza del derecho a la vida del nasciturus.
Su faceta de escritor de biografías se puso de manifiesto con la publicación de varios libros entre los que destacan los perfiles biográficos de Joaquín Garrigues-Walker (1977) y Jordi Pujol: Cataluña-España (1996).